# Liste von Sportstätten für Basketball in Schweden
Diese Liste ist eine Aufstellung von Sportstätten für Basketball in Schweden. Hier sind aktuelle und ehemalige Profi-Basketballvereine, unabhängig von ihrer aktuellen Ligazugehörigkeit und ob ein Vereinsprofil auf Wikipedia existiert, aufgeführt. Gegebenenfalls sind pro Verein auch mehrere Sportstätten gelistet. Auch Sportstätten, wo einmalige Basketballveranstaltungen stattfanden oder stattfinden werden (zum Beispiel Olympia, WM, EM), sind aufgeführt. 
| Halle                                           | Team                                                                        | Stadt             | Plätze                      | Belege | Foto Innenansicht | Foto Außenansicht |
| ----------------------------------------------- | --------------------------------------------------------------------------- | ----------------- | --------------------------- | ------ | ----------------- | ----------------- |
| Boråshallen                                     | Borås Basket                                                                | Borås             | 3.000                       | [ 1 ]  |                   |                   |
| STIGA Sports Arena/Volvo CE Arena(Hallen A + B) | Eskilstuna Basket                                                           | Eskilstuna        | Halle A: 3.700 Halle B: 500 | [ 2 ]  |                   |                   |
| Gothia Arena                                    | Högsbo Basket / Gothia Basket / Kärcher Hisings-Kärra BBK / New Wave Sharks | Göteborg          | bis zu 1.000                |        |                   |                   |
| Idrottens Hus                                   | Helsingborg BBK                                                             | Helsingborg       | 1.800                       | [ 3 ]  |                   |                   |
| GA Hallen                                       | Helsingborg BBK                                                             | Helsingborg       | 500                         |        |                   |                   |
| Edbohallen                                      | Huddinge Basket                                                             | Huddinge          | keine Angabe                |        |                   |                   |
| Huskvarna Sporthall                             | Wetterbygden Sparks (Stars?)                                                | Huskvarna         | 422                         |        |                   |                   |
| Akea Arena                                      | Kalmar Basket                                                               | Kalmar            | 1.200                       |        |                   |                   |
| Kinnahallen                                     | Mark Basket                                                                 | Kinna             | keine Angabe                |        |                   |                   |
| Köping Bad & Sport                              | Köping Stars                                                                | Köping            | 1.400                       |        |                   |                   |
| Luleå Energi Arena                              | Luleå BC                                                                    | Luleå             | 2.700                       | [ 4 ]  |                   |                   |
| Eoshallen                                       | IK Eos Lund                                                                 | Lund              | 350                         |        |                   |                   |
| Heleneholms Sporthall                           | Malbas                                                                      | Malmö             | keine Angabe                |        |                   |                   |
| Nässjö Sporthall                                | Nässjö Basket                                                               | Nässjö            | 1.200                       |        |                   |                   |
| Stadium Arena                                   | Norrköping Dolphins                                                         | Norrköping        | 4.500                       | [ 5 ]  |                   |                   |
| Kuxahallen                                      | Ockelbo BBK                                                                 | Ockelbo           | 840                         |        |                   |                   |
| Östersund Sporthall                             | Östersund Basket                                                            | Östersund         | 1.700                       | [ 6 ]  |                   |                   |
| Östersunds Sporthall                            | Jämtland Basket                                                             | Östersund         | 1.700                       | [ 6 ]  |                   |                   |
| Täljehallen                                     | Södertälje BBK (Södertälje Kings)                                           | Södertälje        | 2.100                       |        |                   |                   |
| Scaniarinken                                    | Södertälje BBK (Södertälje Kings)                                           | Södertälje        | 6.200                       |        |                   |                   |
| Sollentuna Sporthall                            | Tureberg Basket Stockholm                                                   | Sollentuna        | 320                         |        |                   |                   |
| Vasalundshallen                                 | AIK Solna Basket                                                            | Solna             | keine Angabe                |        |                   |                   |
| Solnahallen                                     | Solna Vikings                                                               | Solna             | 1.700                       |        |                   |                   |
| Fryshuset Sporthall                             | Fryshuset Basket                                                            | Stockholm         | 1.000                       |        |                   |                   |
| Åkeshovshallen                                  | 08 Stockholm Human Rights                                                   | Stockholm (Alvik) | keine Angabe                |        |                   |                   |
| Åkeshovshallen                                  | Alvik Basket                                                                | Stockholm (Alvik) | keine Angabe                |        |                   |                   |
| Brännkyrkahallen                                | Djurgården IF Basket                                                        | Stockholm         | 500                         |        |                   |                   |
| Brännkyrkahallen                                | Stockholm Eagles                                                            | Stockholm         | 500                         |        |                   |                   |
| Sundsvalls Sporthall                            | Sundsvall Dragons                                                           | Sundsvall         | 2.000                       |        |                   |                   |
| Tibblehallen                                    | Täby Basket / Djursholm Norrort                                             | Täby              | 1.000                       |        |                   |                   |
| Umea Energi Arena                               | A3 Basket Umeå                                                              | Umeå              | 2.000                       |        |                   |                   |
| Fyrishov                                        | Uppsala Basket                                                              | Uppsala           | 3.000                       | [ 7 ]  |                   |                   |
| USIF Arena                                      | Sloga Uppsala                                                               | Uppsala           | keine Angabe                | [ 8 ]  |                   |                   |
| ICA Maxi Arena                                  | Visby Ladies                                                                | Visby             | keine Angabe                |        |                   |                   |
| Södervärnshallen                                | Visby Ladies                                                                | Visby             | keine Angabe                |        |                   |                   |

Diese Tabelle erhebt keinen Anspruch auf Vollständigkeit.